# Wielki Rann

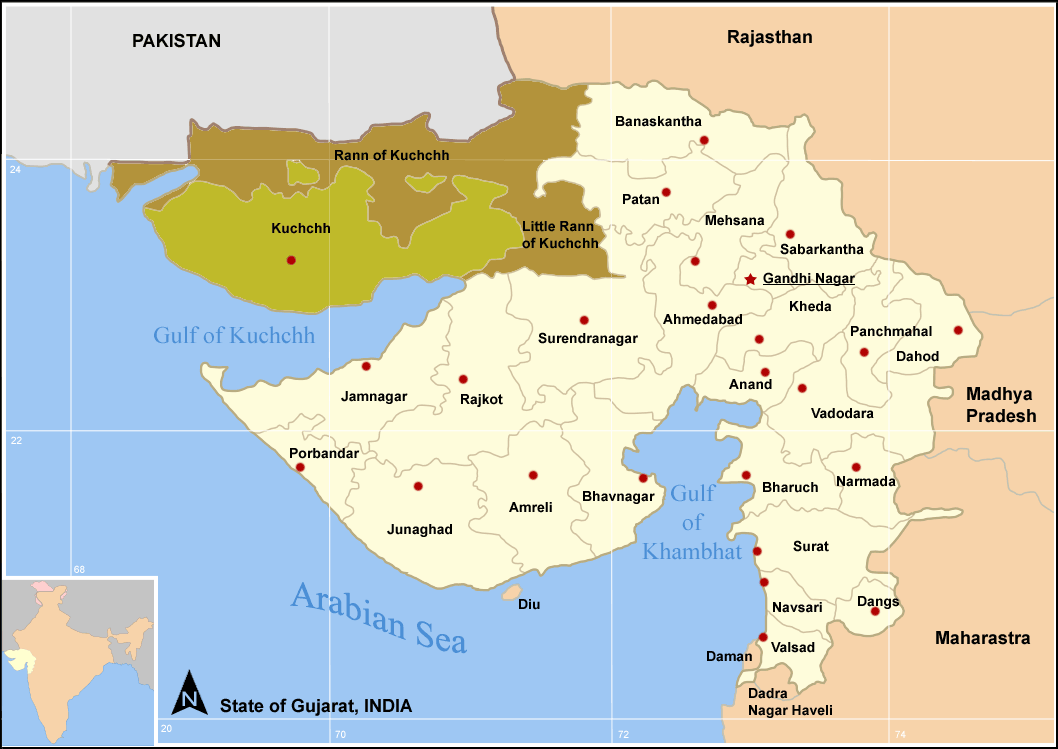
Mapa dystryktu Kutch w stanie Gujarat

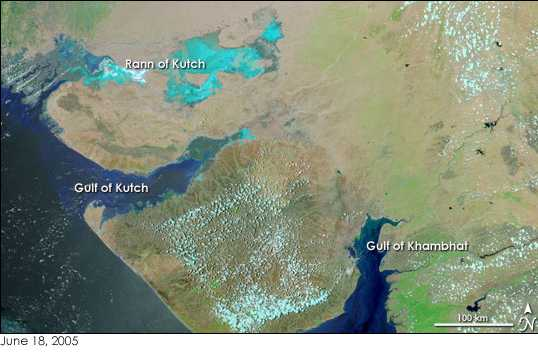
Zdjęcie satelitarne dystryktu Kutch

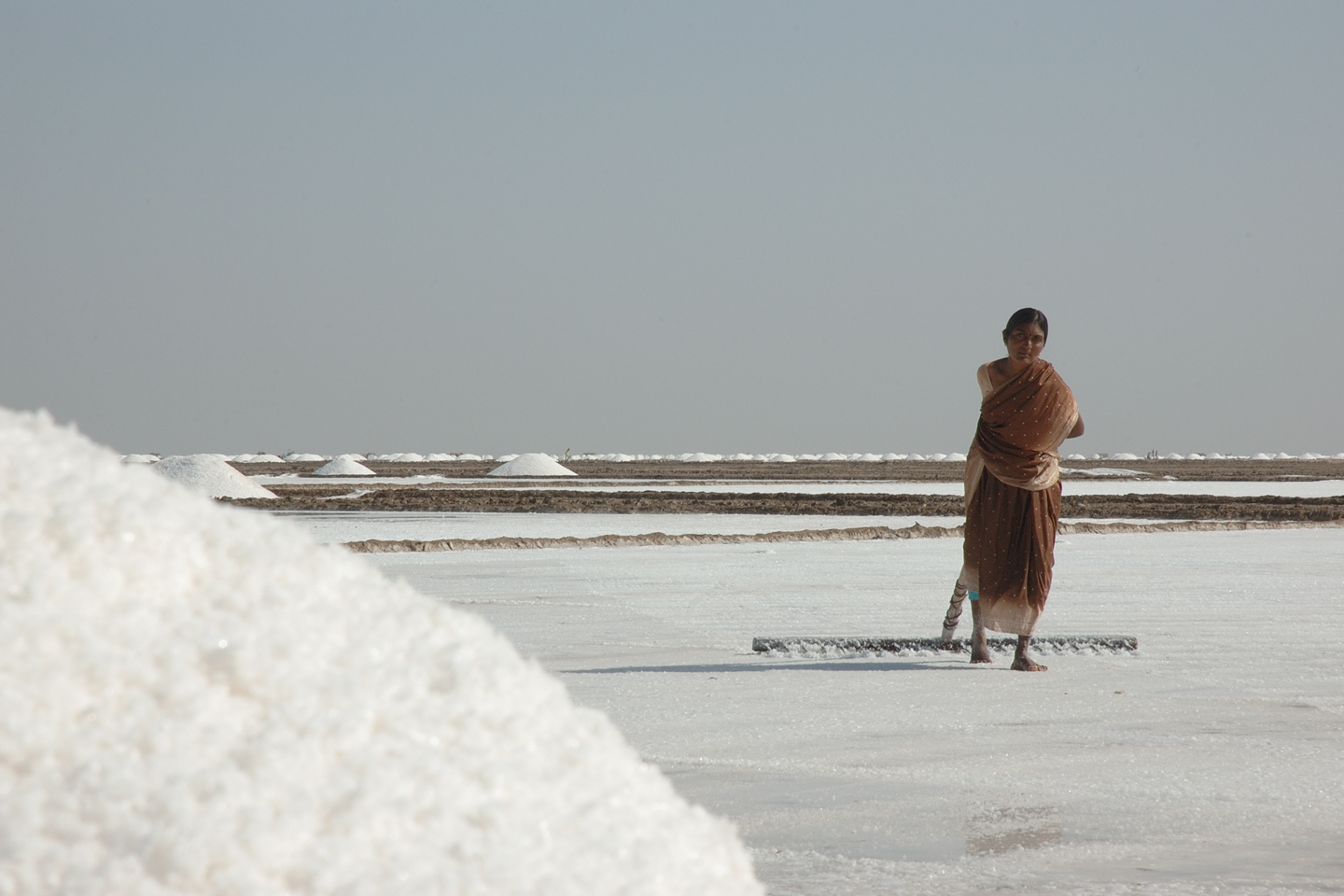
Pozyskiwanie soli

Wielki Rann (ang. Rann of Kutch, czasem też w transkrypcji Kuchchh) – sezonowe solnisko (słone bagna) na spornym pograniczu Indii (stan Gujarat, dystrykt Kaććh) i Pakistanu (prowincja Sindh), nad Morzem Arabskim, w pobliżu ujścia do morza rzeki Indus.
Nazwa „Rann” wywodzi się ze słowa ran (रण) w języku hindi oznaczającego słone bagno, natomiast Kutch (Kuchchh albo Kachchh) jest nazwą dystryktu. Południowo-wschodnia część solniska bywa wyodrębniana z całości i nazywana „solniskiem małym”, czyli Małym Rannem (ang. Little Rann of Kutch), a reszta – „wielkim” (Great Rann of Kutch).
Przez obszar solniska Wielki Rann przed około 4–5 tysiącami lat przepływała nieistniejąca już dziś rzeka Saraswati (rzeka o tej samej nazwie także dziś przepływa przez tę okolicę, ale jej bieg jest całkiem inny, niż starożytnej Saraswati), która wyschła wskutek najprawdopodobniej ruchów tektonicznych w tym rejonie.